# Instituto Finlay de Vacunas
Das Finlay-Institut oder spanisch Instituto Finlay de Vacunas ist ein kubanisches Forschungsinstitut in Havanna, das medizinische Forschung betreibt und hauptsächlich Impfstoffe herstellt. Es ist nach dem kubanischen Arzt Carlos Finlay benannt, der als Erster die Bedeutung einer Mücke als Überträger des Gelbfiebers vermutete.
Als Reaktion auf den Kampf gegen Covid-19 hat das Finlay-Institut den Impfstoff Soberana-2 entwickelt. Im März 2021 kündigte Vicente Vérez, Direktor des Finlay-Instituts, eine Verzögerung bei der Entwicklung von Impfstoffen und den Beginn der Impfung der kubanischen Bevölkerung im Juli 2021 an. Der Impfstoff wies eine Effizienz von 92,4 Prozent auf.